# Stefan Landberg
Stefan Olof Ragnar Landberg (Kalmar, 5 maggio 1970) è un ex calciatore svedese, di ruolo centrocampista.

## Carriera

### Club
Ha sempre giocato nel campionato svedese.

### Nazionale
Con la sua Nazionale partecipò ai Giochi olimpici del 1992.